# Vol Nepal Airlines 183
 (juillet 2023).
Si vous disposez d'ouvrages ou d'articles de référence ou si vous connaissez des sites web de qualité traitant du thème abordé ici, merci de compléter l'article en donnant les références utiles à sa vérifiabilité et en les liant à la section « Notes et références ».
Le vol 183 de Nepal Airlines était un vol intérieur régulier de passagers effectué par un DHC-6 Twin Otter qui s'est écrasé le 16 février 2014 sur une colline près de Dhikura, au Népal.
Les dix-huit occupants de l'appareil, équipage et passagers, sont tués dans l'accident.

## Aéronef
L'appareil, un DHC-6 Twin Otter (immatriculé 9N-ABB), livré à Nepal Airlines en 1971, avait déjà été impliqué dans deux incidents. Le 10 juin 1973, lors d'un vol entre Biratnagar et Katmandou, l'avion a été pris en charge par trois pirates de l'air du parti du Congrès népalais qui ont exigé de l'argent et se sont échappés après avoir atterri à Bihar, en Inde. Aucun des trois membres d'équipage et des 18 passagers n'a été blessé. Le 5 juillet 1992, l'avion a perdu le contrôle directionnel au décollage de Jumla pour un vol à destination de Surkhet. L'avion est sorti de piste et a heurté la clôture de l'aéroport. Aucun des trois membres d'équipage n'a été blessé et il n'y avait aucun passager à bord.

## Accident
L'avion avait décollé de l'aéroport de Pokhara, dans le centre du Népal, avec quinze passagers et trois membres d'équipage à bord, et devait arriver à l'aéroport de Jumla, dans le nord-ouest du pays, à 13 h 45, heure normale du Népal (8 h 0 UTC). Trente minutes après le début du vol, le Twin Otter de 19 places a tenté de se dérouter vers l'aéroport de Bhairahawa en raison des conditions météorologiques, ce qui a entraîné la perte du contact radio. La dernière communication radio avec l'équipage de l'avion a eu lieu à 13 h 13, lorsque l'équipage a signalé sa position approximative à la tour de Bhairahawa, à Khidim. L'avion s'est finalement écrasé dans la jungle de Masine Lek, qui se trouve à Dhikura.
Bien que le crash lui-même n'ait pas été observé, certains habitants ont vu des restes de l'avion écrasé. Dans un premier temps, personne n'a pu se rendre sur le site de l'accident en raison de la mauvaise visibilité. Lorsque les équipes de secours et de récupération ont finalement atteint le site de l'accident, elles ont trouvé les corps des dix-huit personnes à bord éparpillés sur la colline.
Selon l'armée népalaise, le site de l'accident est situé à une altitude de 2 100 mètres. Des morceaux de l'épave ont été retrouvés à une distance de 7 kilomètres (4,3 miles) du lieu du crash.
Selon Ram Hari Sharma, responsable de l'autorité de l'aviation civile du Népal, toutes les personnes à bord, à l'exception d'un passager danois, étaient népalaises, y compris un enfant.

## Enquête
Le gouvernement népalais a formé une équipe de quatre personnes pour enquêter sur l'accident. L'enregistreur de vol de l'avion a été prélevé sur le site. L'équipe d'enquête devait rendre ses conclusions dans les deux mois suivant l'accident.
Le rapport final de l'enquête a été publié le 25 août 2014. Il conclut que l'accident a été causé par un manque de coordination de l'équipage, un manque de conscience de la situation de la part de l'équipage et les mauvaises conditions météorologiques.